# Niningerita
La niningerita és un mineral de la classe dels sulfurs que pertany al grup de la galena. Va ser descoberta l'any 1966 i rep el seu nom en honor de Harvey Harlow Nininger (1887–1986) per les seves contribucions a la meteorítica.

## Característiques
La niningerita és sulfur de magnesi i la seva fórmula química és MgS. Cristal·litza en el sistema isomètric en cristalls intercrescuts en íntim contacte amb kamacita i troilita. La seva duresa a l'escala de Mohs és 3,5 a 4.
Segons la classificació de Nickel-Strunz, la niningerita pertany a «02.CD - Sulfurs metàl·lics, M:S = 1:1 (i similars), amb Sn, Pb, Hg, etc.» juntament amb els següents minerals: herzenbergita, teal·lita, alabandita, altaïta, clausthalita, galena, oldhamita, keilita, cinabri i hipercinabri.

## Formació i jaciments
La niningerita es forma en meteorits d'enstatita i condrita poc metamorfosats.